# Камерний хор
Камерний хор (нім. kammer — кімната) — вокальний колектив відносно невеликого складу, який має якості камерних виконавців (солісти, ансамблі): особливою витонченістю, деталізацією виконання, динамічною і ритмічною гнучкістю. Невелика кількість учасників (до 40 чоловік) компенсується у сучасному камерному хорі їхньою професійною підготовкою. Камерно-виконавський стиль базується на максимальному виявлені інтонаційно-смислових деталей музики, він володіє великими можливостями у передачі найтонших ліричних мелодій, вимагає від виконавця високої музичної та загальної культури, здатності до витонченого нюансування голосу.